# Neurolyga coronata
Neurolyga coronata är en tvåvingeart som först beskrevs av Boris Mamaev och Rozhnova 1983.  Neurolyga coronata ingår i släktet Neurolyga och familjen gallmyggor. Inga underarter finns listade i Catalogue of Life.